# Валдарене (Милано)
Валдарене је насеље у Италији у округу Милано, региону Ломбардија.
Према процени из 2011. у насељу је живело 51 становника. Насеље се налази на надморској висини од 155 м.